# عمرو خضير
لواء أركان حرب / عمرو خضير قائد عسكري وسياسي مصري، شغل سابقاً منصب سفير مصر في بلجراد، ومدير إدارة المخابرات الحربية والاستطلاع بالقوات المسلحة المصرية.